# Deutsche Kurzbahnmeisterschaften 2003
Die Deutschen Kurzbahnmeisterschaften 2003 im Schwimmen fanden vom 28. bis 30. November 2003 im Zentralbad von Gelsenkirchen statt und wurden von der SGS Gelsenkirchen organisiert. Der Veranstalter war der Deutsche Schwimm-Verband. Der Wettkampf diente gleichzeitig als Qualifikationswettkampf für die Kurzbahneuropameisterschaften 2003 in Dublin. Es wurden bei Männern und Frauen Wettkämpfe in je 20 Disziplinen ausgetragen, darunter zwei Staffelwettkämpfe. Während der Meisterschaften wurden zwei neue deutsche Rekorde aufgestellt.
| Disziplin           | Männer                                                                         | Männer                                                                         | Männer   | Frauen                                                           | Frauen                                                           | Frauen   |
| Disziplin           | Name                                                                           | Verein                                                                         | Zeit     | Name                                                             | Verein                                                           | Zeit     |
| 050 m Freistil      | Carsten Dehmlow                                                                | SGS Hamburg                                                                    | 00:21,71 | Sandra Völker                                                    | SC DHfK Leipzig                                                  | 00:24,93 |
| 100 m Freistil      | Jens Schreiber                                                                 | SG Weser-Ems / Oldenburg                                                       | 00:48,12 | Britta Steffen                                                   | SG Neukölln Berlin                                               | 00:53,87 |
| 200 m Freistil      | Stefan Herbst                                                                  | SSV Leutzsch                                                                   | 01:45,57 | Franziska van Almsick                                            | SG Neukölln Berlin                                               | 01:56,38 |
| 400 m Freistil      | Heiko Hell                                                                     | SGS Hamburg                                                                    | 03:44,31 | Hannah Stockbauer                                                | SSG 81 Erlangen                                                  | 04:06,01 |
| 800 m Freistil      | Paul Biedermann                                                                | SV Halle/Saale                                                                 | 07:49,72 | Hannah Stockbauer                                                | SSG 81 Erlangen                                                  | 08:24,69 |
| 1500 m Freistil0    | Thomas Lurz                                                                    | SV Würzburg 05                                                                 | 14:46,74 | Stephanie Hantke                                                 | SV Halle/Saale                                                   | 16:22,92 |
| 050 m Brust         | Mark Warnecke                                                                  | SV Cannstatt                                                                   | 00:27,28 | Sarah Poewe                                                      | SG Bayer                                                         | 00:31,40 |
| 100 m Brust         | Jens Kruppa                                                                    | SC Riesa                                                                       | 01:00,53 | Sarah Poewe                                                      | SG Bayer                                                         | 01:07,04 |
| 200 m Brust         | Timo Lorenz                                                                    | Schwimmclub Berlin                                                             | 02:10,15 | Anne Poleska                                                     | SG Krefeld                                                       | 02:21,51 |
| 050 m Schmetterling | Thomas Rupprath                                                                | SG Bayer                                                                       | 00:23,50 | Janine Pietsch                                                   | SC Delphin Ingolstadt                                            | 00:27,09 |
| 100 m Schmetterling | Thomas Rupprath                                                                | SG Bayer                                                                       | 00:51,07 | Franziska van Almsick                                            | SG Neukölln Berlin                                               | 00:58,67 |
| 200 m Schmetterling | Thomas Rupprath                                                                | SG Bayer                                                                       | 01:52,55 | Annika Mehlhorn                                                  | SG ACT / Baunatal                                                | 02:10,99 |
| 050 m Rücken        | Thomas Rupprath                                                                | SG Bayer                                                                       | 00:23,44 | Janine Pietsch                                                   | SC Delphin Ingolstadt                                            | 00:27,87 |
| 100 m Rücken        | Thomas Rupprath                                                                | SG Bayer                                                                       | 00:50,95 | Antje Buschschulte                                               | SC Magdeburg                                                     | 00:59,16 |
| 200 m Rücken        | Steffen Driesen                                                                | SG Bayer                                                                       | 01:54,13 | Antje Buschschulte                                               | SC Magdeburg                                                     | 02:07,18 |
| 100 m Lagen         | Marco di Carli                                                                 | SV Sigiltra Sögel 1920                                                         | 00:54,47 | Janine Pietsch                                                   | SC Delphin Ingolstadt                                            | 01:01,87 |
| 200 m Lagen         | Christian Keller                                                               | SG Essen                                                                       | 01:58,18 | Teresa Rohmann                                                   | SSG 81 Erlangen                                                  | 02:11,15 |
| 400 m Lagen         | Łukasz Wójt                                                                    | FTG Pfungstadt                                                                 | 04:11,99 | Teresa Rohmann                                                   | SSG 81 Erlangen                                                  | 04:39,16 |
| 4 × 50 m Freistil   | SG Essen Kothieringer, Keller, Kuhlmann, Rueter                                | SG Essen Kothieringer, Keller, Kuhlmann, Rueter                                | 01:30.12 | SG Schwimmen Münster Rolle, Buschung, Ecker, Witte               | SG Schwimmen Münster Rolle, Buschung, Ecker, Witte               | 01:43.39 |
| 4 × 50 m Lagen      | SG Bayer Wuppertal/Uerdingen/Dormagen Driesen, van Klev, Rupprath, vom Scheidt | SG Bayer Wuppertal/Uerdingen/Dormagen Driesen, van Klev, Rupprath, vom Scheidt | 01:38.72 | Schwimmgemeinschaft Frankfurt Heftrich, Henrich, Razeto, Freitag | Schwimmgemeinschaft Frankfurt Heftrich, Henrich, Razeto, Freitag | 01:56.37 |

1. ↑  Deutscher Altersklassenrekord für 17-Jährige
2. 1 2  neuer DSV-Rekord
3. ↑  Deutscher Altersklassenrekord für 16-Jährige